# Dahlica
Dahlica é um gênero de mariposa pertencente à família Acrolophidae.